# Boissey (Ain)
Pour les articles homonymes, voir Boissey.
Boissey est une commune française, située dans le département de l'Ain en région Auvergne-Rhône-Alpes.

## Géographie
Boissey fait partie de la Bresse.

### Climat
Pour des articles plus généraux, voir Climat d'Auvergne-Rhône-Alpes et Climat de l'Ain.
En 2010, le climat de la commune est de type climat océanique dégradé des plaines du Centre et du Nord, selon une étude du CNRS s'appuyant sur une série de données couvrant la période 1971-2000. En 2020, Météo-France publie une typologie des climats de la France métropolitaine dans laquelle la commune est exposée à un climat semi-continental et est dans la région climatique Bourgogne, vallée de la Saône, caractérisée par un bon ensoleillement (1 900 h/an), un été chaud (18,5 °C), un air sec au printemps et en été et des vents faibles.
Pour la période 1971-2000, la température annuelle moyenne est de 11,4 °C, avec une amplitude thermique annuelle de 17,8 °C. Le cumul annuel moyen de précipitations est de 884 mm, avec 10,9 jours de précipitations en janvier et 7,2 jours en juillet. Pour la période 1991-2020, la température moyenne annuelle observée sur la station météorologique de Météo-France la plus proche, sur la commune de Romenay à 15 km à vol d'oiseau, est de 11,8 °C et le cumul annuel moyen de précipitations est de 983,9 mm,. Pour l'avenir, les paramètres climatiques de la commune estimés pour 2050 selon différents scénarios d'émission de gaz à effet de serre sont consultables sur un site dédié publié par Météo-France en novembre 2022.

## Urbanisme

### Typologie
Au 1er janvier 2024, Boissey est catégorisée commune rurale à habitat dispersé, selon la nouvelle grille communale de densité à 7 niveaux définie par l'Insee en 2022.
Elle est située hors unité urbaine. Par ailleurs la commune fait partie de l'aire d'attraction de Mâcon, dont elle est une commune de la couronne,. Cette aire, qui regroupe 105 communes, est catégorisée dans les aires de 50 000 à moins de 200 000 habitants,.

### Occupation des sols
L'occupation des sols de la commune, telle qu'elle ressort de la base de données européenne d’occupation biophysique des sols Corine Land Cover (CLC), est marquée par l'importance des territoires agricoles (87,9 % en 2018), en diminution par rapport à 1990 (91,6 %). La répartition détaillée en 2018 est la suivante : 
zones agricoles hétérogènes (54,6 %), terres arables (31,4 %), forêts (8,4 %), zones urbanisées (3,7 %), prairies (1,9 %).
L'évolution de l’occupation des sols de la commune et de ses infrastructures peut être observée sur les différentes représentations cartographiques du territoire : la carte de Cassini (XVIIIe siècle), la carte d'état-major (1820-1866) et les cartes ou photos aériennes de l'IGN pour la période actuelle (1950 à aujourd'hui).

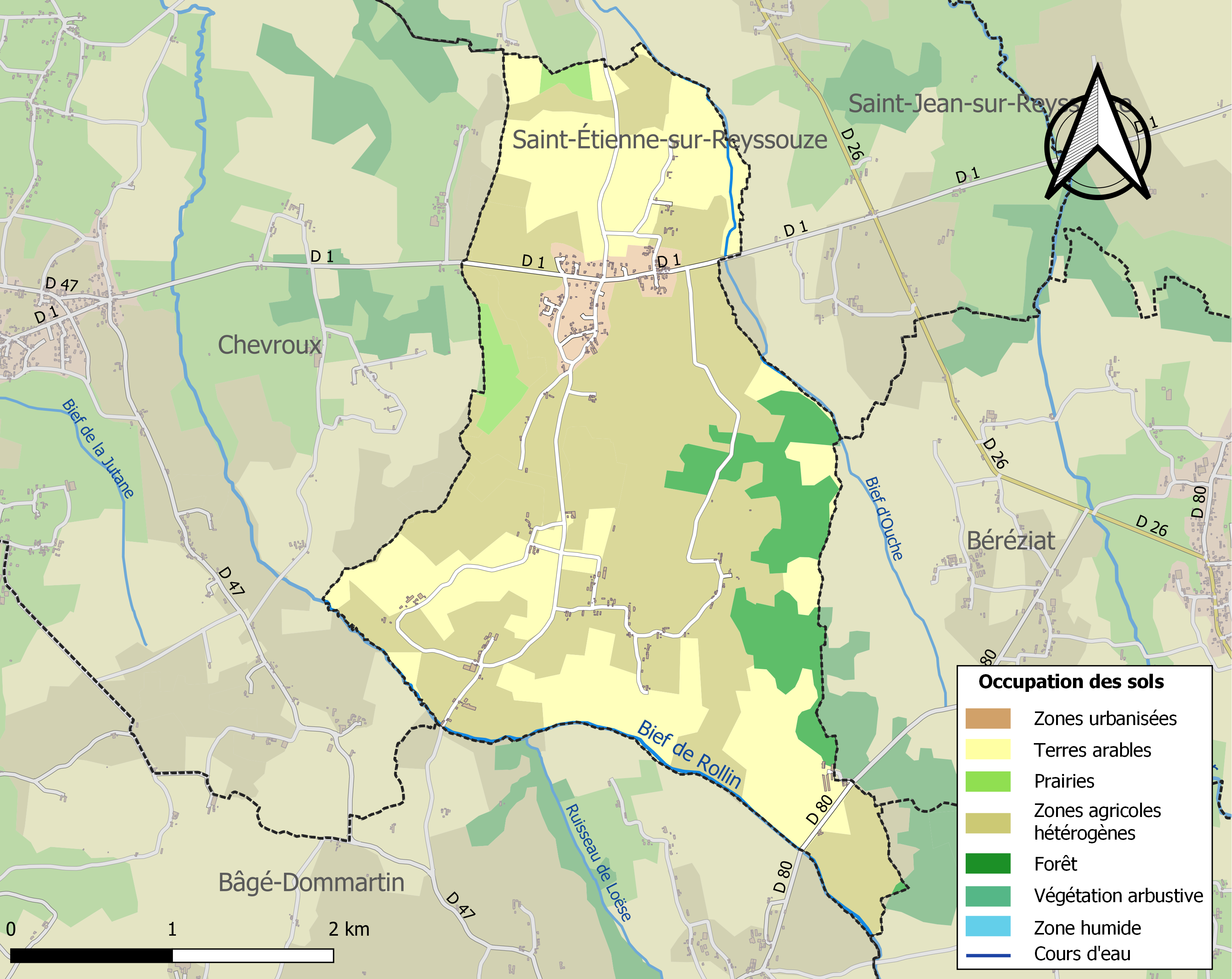
Carte des infrastructures et de l'occupation des sols de la commune en 2018 (CLC).

## Toponymie
Le nom de la localité est attesté sous les formes in villa Boscido en 888 et en 898 (à lire *Boxido) rappelant l'existence d'un domaine rural ayant laissé son nom à ces lieux, Boisseis en 1250, Boissei en 1344.
Ce toponyme, comme tous les Boissey dérive du latin Buxetum(espace où il y a du buis, où le buis pousse abondamment). Les multiples usages, la symbolique le liant à l'éternité, ses propriétés donnaient une valeur particulière à cet arbre.

## Histoire
Paroisse (Parrochia Boissiaci, Boesy, Boysie, Boisseis) sous le vocable des saints Gervais et Protais. L'abbé de Cluny nommait à la cure.
Cette paroisse apparaît seulement au XIIIe siècle, mais elle doit être beaucoup plus ancienne, car elle avait alors pour patron temporel le prieur de Gigny, ce qui donne tout lieu de croire qu'elle faisait partie des possessions de ce monastère avant sa réunion à Cluny.
En 1272, Gui de Varanges, damoiseau, reconnut tenir en fief-lige d'Amédée V de Savoie, du chef de sa femme Alise, tout ce qu'il possédait à Boissey, à la réserve seulement de sa part de la dîme.
La haute justice sur les hommes de la paroisse de Boissey fut inféodée, en 1452, par Louis Ier, duc de Savoie, à Jean de Chavannes, seigneur dudit lieu.

## Politique et administration

### Découpage territorial
La commune de Boissey est membre de la communauté de communes Bresse et Saône, un établissement public de coopération intercommunale (EPCI) à fiscalité propre créé le 1er janvier 2017 dont le siège est à Bâgé-le-Châtel. Ce dernier est par ailleurs membre d'autres groupements intercommunaux.
Sur le plan administratif, elle est rattachée à l'arrondissement de Bourg-en-Bresse, au département de l'Ain et à la région Auvergne-Rhône-Alpes. Sur le plan électoral, elle dépend du  canton de Replonges pour l'élection des conseillers départementaux, depuis le redécoupage cantonal de 2014 entré en vigueur en 2015, et de la première circonscription de l'Ain  pour les élections législatives, depuis le dernier découpage électoral de 2010.

### Administration municipale

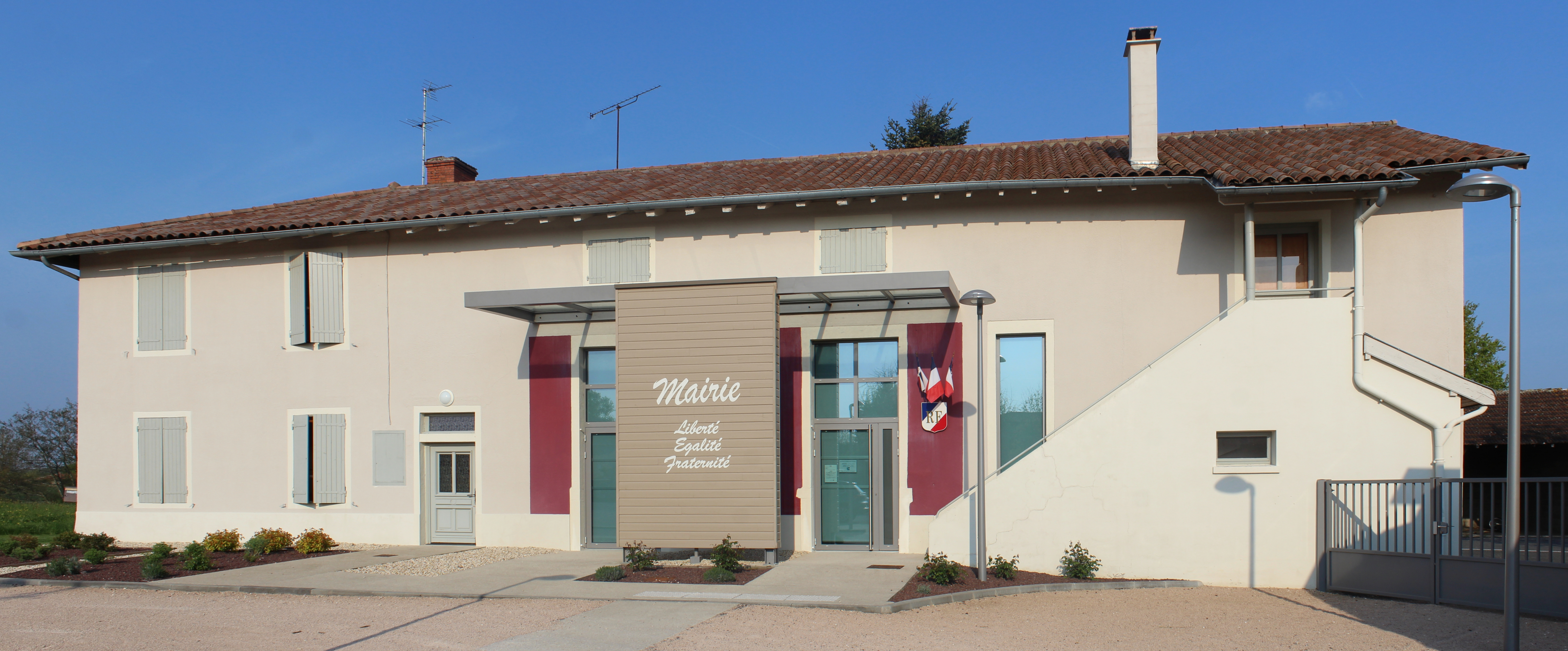
Mairie.

| Période | Période  | Identité       | Étiquette | Qualité   |
| ------- | -------- | -------------- | --------- | --------- |
| 2001    | 2008     | Marcel Joinin  |           |           |
| 2008    | En cours | Andrée Tirreau | LR        | Retraitée |

## Démographie
L'évolution du nombre d'habitants est connue à travers les recensements de la population effectués dans la commune depuis 1793. Pour les communes de moins de 10 000 habitants, une enquête de recensement portant sur toute la population est réalisée tous les cinq ans, les populations de référence des années intermédiaires étant quant à elles estimées par interpolation ou extrapolation. Pour la commune, le premier recensement exhaustif entrant dans le cadre du nouveau dispositif a été réalisé en 2005.
En 2022, la commune comptait 390 habitants, en évolution de +15,38 % par rapport à 2016 (Ain : +5,15 %, France hors Mayotte : +2,11 %).
| 1793 | 1800 | 1806 | 1821 | 1831 | 1836 | 1841 | 1846 | 1851 |
| ---- | ---- | ---- | ---- | ---- | ---- | ---- | ---- | ---- |
| 550  | 552  | 601  | 466  | 461  | 460  | 505  | 529  | 539  |

| 1856 | 1861 | 1866 | 1872 | 1876 | 1881 | 1886 | 1891 | 1896 |
| ---- | ---- | ---- | ---- | ---- | ---- | ---- | ---- | ---- |
| 506  | 506  | 513  | 541  | 545  | 537  | 504  | 511  | 533  |

| 1901 | 1906 | 1911 | 1921 | 1926 | 1931 | 1936 | 1946 | 1954 |
| ---- | ---- | ---- | ---- | ---- | ---- | ---- | ---- | ---- |
| 522  | 502  | 468  | 378  | 369  | 375  | 369  | 323  | 297  |

| 1962 | 1968 | 1975 | 1982 | 1990 | 1999 | 2005 | 2006 | 2010 |
| ---- | ---- | ---- | ---- | ---- | ---- | ---- | ---- | ---- |
| 256  | 238  | 219  | 207  | 206  | 202  | 221  | 222  | 288  |

| 2015 | 2020 | 2022 | - | - | - | - | - | - |
| ---- | ---- | ---- | - | - | - | - | - | - |
| 331  | 380  | 390  | - | - | - | - | - | - |

## Culture et patrimoine

### Lieux et monuments

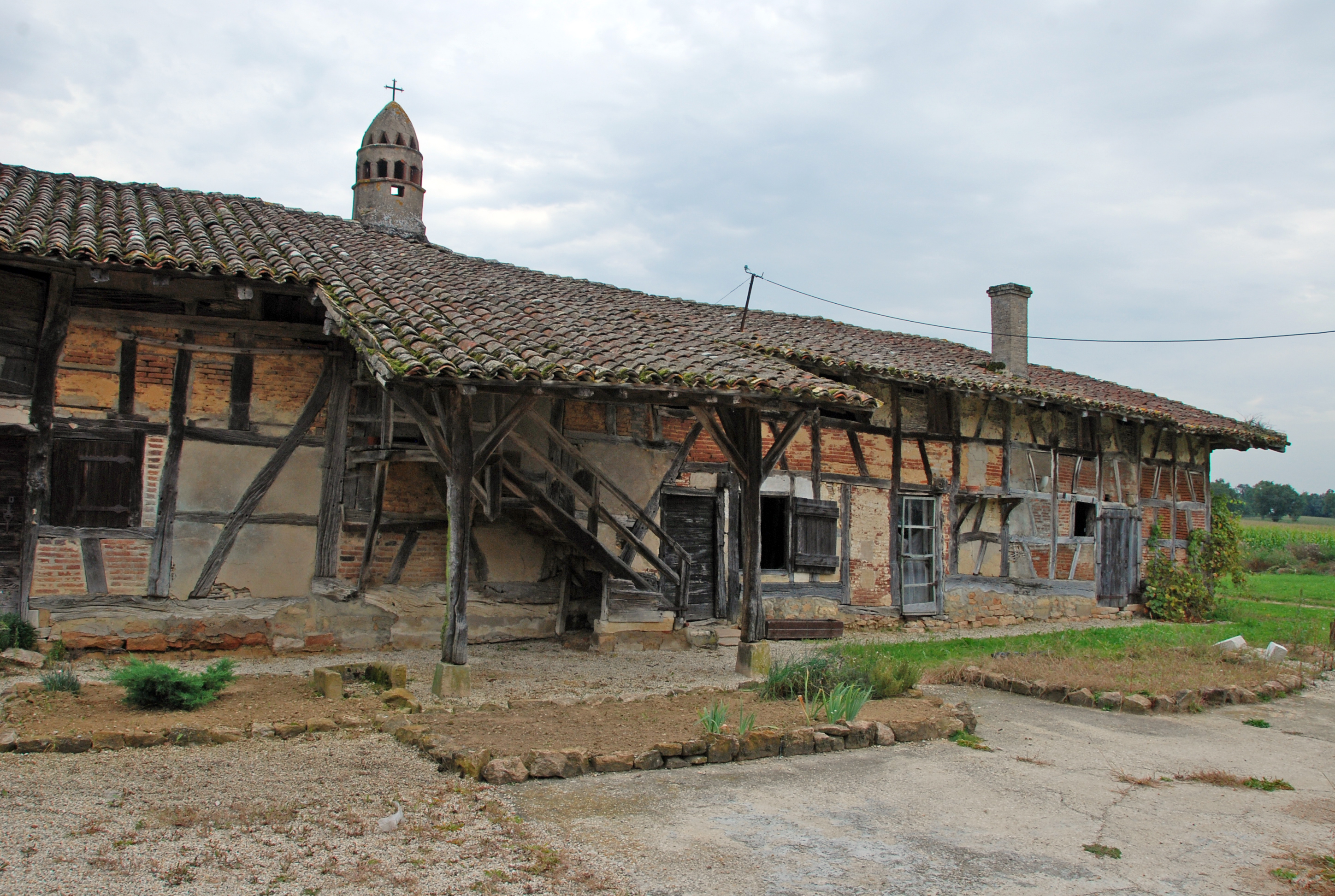
Ferme de Layat.

- Une ferme au hameau de Layat fait l’objet d’un classement au titre des monuments historiques depuis le 21 septembre 1936.
- Église Saint-Gervais-et-Saint-Protais de Boissey.

### Espaces verts et fleurissement
En 2014, la commune obtient le niveau « une fleur » au concours des villes et villages fleuris.